# Amt Artern
Das Amt Artern war eine Verwaltungseinheit des nach der Sequestration an Kursachsen gefallenen Teiles der Grafschaft Mansfeld.

## Geschichte
Das seit 1451 den Grafen von Mansfeld gehörige Amt kam nach deren Sequestration 1583 zum kursächsischen Anteil der Grafschaft. Es wurde für längere Zeit verpachtet, zeitweilig gemeinsam mit dem Amt Voigtstedt. Nach 1780 ging es in landesherrlichen Besitz über. 1808 wurde es mit Sangerhausen vereinigt.

## Amtleute
- Johann Gottlieb Aurbach, 18. Jh.